# Sankt Ibs Kirke (Roskilde)
 For alternative betydninger, se Sankt Ibs Kirke (flertydig). (Se også artikler, som begynder med Sankt Ibs Kirke)
Sankt Ibs Kirke er en rektangulær fredet bygning fra først i 1100-tallet, som ligger på Sankt Ibs Vej i det centrale Roskilde. Den nævnes første gang i 1291. Kirken var sognekirke frem til 1808 og blev under napoleonskrigene blev brugt som lazaret. I 1815 blev våbenhus, kor og tårn revet ned og skibet brugt som pakhus frem til 1884, hvorefter det blev restaureret/rekonstrueret og endeligt i 1987 fredet. Den rummer flere kalkmalerier fra middelalderen.

## Gravsteder på kirkegården
- Jens Otto Arhnung (1892-1968)[3], forfatter og historiker
- Niels Høegh Brønnum (en) (1882-1966)[4] læge og missionær i Nigeria
- Henry Christensen (1922-1972)[5], politiker og chefredaktør
- Axel Marius Hansen (1877-1960)[6], politiker
- Max Harvøe (1921-1992)[7], fagforeningsleder
- Sigrid Kähler (1874-1823)[8], keramiker og maler
- Hans Kvist (1911-1980)[9] biskop i Roskilde
- Lise Nørgaard (1917-2023)[10], journalist, redaktør, forfatter og manuskriptforfatter
- Anders Ring (1899-1948)[11], sølvsmed
- L.A. Ring (1854-1933)[12], maler

## Galleri
- Bygningen udefra
- Kirkerummet
- Kirkerummet set fra alterenden (vidvinkel)
- Resterne af kalkmalerier 2006
- Tegning af kalkmalerierne 1900
- Døbefont
- Gravsten
- Gravsten for L.A. Ring og hans hustru Sigrid Ring f. Kähler

### Literatur
- Danmarks Kirker, Københavns Amt, bind 1, s.47-57 (Hæfte 1), Nationalmuseet 1944